# V.S.O.P.
V.S.O.P. es el nombre de un quinteto de jazz dirigida por el pianista Herbie Hancock, que estuvo activa, esporádicamente, entre 1976 y 1992.
La idea de formar el quinteto surgió tras una fugaz reunión del antiguo Miles Davis Quintet de mediados de los años 1960 (Hancock, Ron Carter, Tony Williams, Wayne Shorter, con el añadido de Freddie Hubbard en vez de Miles) en el Newport Jazz Festival de 1976. Los miembros del grupo decidieron ir de gira al año siguiente bajo el nombre de V.S.O.P.  El grupo obtuvo un rotundo éxito, de forma que, tras unos años en que la vía del jazz fusión había sido dominante,   el post-bop, como mainstream o "corriente principal" de desarrollo del jazz, retomó su posición y allanó el camino para el revival del neo-tradicionalismo (neo bop) de los ochenta, con Wynton Marsalis a la cabeza. 
En 1977 se editó su álbum "V.S.O.P.: The quintet" (Columbia). Como grupo en escena, V.S.O.P. continuó reuniéndose esporádicamente hasta 1992.